# That Dog
I That Dog sono un gruppo musicale alternative rock statunitense attivo dal 1991. Il gruppo si è sciolto nel 1997, prima di ricostituirsi nel 2011.

## Storia
Anna Waronker, figlia del manager Lenny Waronker e sorella del batterista Joey Waronker, ha fondato il gruppo con le amiche Rachel e Petra Haden a Los Angeles. Tony Maxwell si è aggiunto solo in un secondo momento al gruppo. 
L'esordio discografico della band è avvenuto nel 1992 con un doppio 7". Il primo eponimo album è uscito invece nell'ottobre 1993 per la 4AD e negli Stati Uniti nel marzo 1994 per la DGC Records. Il secondo disco è datato luglio 1995.
Nella seconda metà del 1997, dopo l'uscita di Retreat from the Sun, il gruppo ha deciso di sciogliersi. Tutti i membri hanno comunque continuato la propria attività nel mondo della musica. Anna Waronker nel 2002 ha pubblicato un disco solista dal titolo Anna. Nel 2011 ha pubblicato il suo secondo lavoro da solista. Anche Petra Haden ha diffuso due dischi da solista e ha collaborato con molti artisti come Green Day e Bill Frisell.
Nel giugno 2011 il gruppo ha comunicato la propria reunion e ha intrapreso un tour.

## Formazione
- Anna Waronker - voce, chitarra
- Petra Haden - violino, voce
- Rachel Haden - basso, voce
- Tony Maxwell - batteria

## Discografia

### Album studio
- 1993 - That Dog
- 1995 - Totally Crushed Out!
- 1997 - Retreat from the Sun